# Hippolyt (Wischenski)
Hippolyt (russisch Ипполит, wiss. Transliteration Ippolit (Višenskij); Wischenski/Višenskij) war ein Hieromonachos des Klosters von Boris und Gleb in Tschernigow.
Seine Reise nach Jerusalem, auf den Sinai und den Athos in den Jahren 1707–1709 wurde in seinem Werk Pelgrimazija ili Puteschestwennik (russisch Пелгримация или Путешественник, wiss. Transliteration Pelgrimacija ili Putešestvennik; mit vollständigerem Titel: Пелгримация, или Путешественник Ипполита Вишенского / Reise des Priestermönches Hippolytos Wischenski) niedergeschrieben, das in einem Manuskript bis ins frühe 20. Jahrhundert erhalten blieb. Das Werk sammelt zahlreiche lokale christliche Legenden zu Orten der biblischen Geschichte. Er hinterließ unter anderem auch einen schriftlichen Bericht über die wundersame Herabkunft des Heiligen Feuers in der Jerusalemer Grabeskirche. Er besuchte auch das russisch-orthodoxe Kloster des Hl. Pantaleon (griechisch Άγιος Παντελεήμων, Aghios Panteleimon) auf dem Athos in Griechenland.
S. I. Ponomarjow schrieb darüber in seinem Buch Jerusalem und Palästina (1877, S. 11). Aus diesem Werk wissen wir das nur sehr Wenige über Hippolytus.
Dem Autor S. N. Travikov zufolge verschränkt der Autor in seinem Pelgrimazija einen „neuen barocken Stil mit altrussischer religiöser Symbolik. Die Beschreibung ungewöhnlicher und unbekannter Dinge enthält starke barocke Innovationstendenzen [...]. Den ästhetischen Prinzipien des Barock folgend, verwandelt der Schriftsteller“ Pelgrimazija „in eine Art ‚literarischen Kuriositätenladen‘“.
Dem Herausgeber seiner Reise (S. P. Rosanow, 1914) sei Hippolyt „es wert, sorgfältig studiert zu werden, nicht nur wegen der Solidität seines Werkes im Allgemeinen, sondern auch wegen der Zeit selbst, da es an den Vorabend der berühmten petrinischen Epoche gehört.“
Das Werk fand Aufnahme in der russischen Buchreihe Literarische Denkmäler (Nr. 706).